# منتوحتب
منتوحتب یکی از بناهایی است که از دوران پادشاهی میانه(۲۰۵۶ق. م) به جای مانده، معبد و مقبره منتوحتب در دیرالبحری است. این مجموعه در دامنه کوه جاسازی شده و ترکیب موفقی و هیجان انگیزی را با معماری و طبیعت به وجود آورده است. سطوح تراس‌ها با راهروهایی ستون دار جانبی به وسیله معبری شیب دار به یکدیگر متصل می‌شوند. در وسط تراس بالایی، هرم کوچک سنگی به عنوان نشانی از مقبره قراردارد. (fletcher'1989:41)محل دفن فرعون در خارج از مجموعه در دل کوه جای داده شده بود. این معبد ترکیبی عظمت اهرام دوره پیشین و تالارهای ستون دار چند طبقه است. (ش، ۱۳)